# Dolicheremaeus duplicarinatus
Dolicheremaeus duplicarinatus är en kvalsterart som beskrevs av Hammer 1981. Dolicheremaeus duplicarinatus ingår i släktet Dolicheremaeus och familjen Tetracondylidae. Inga underarter finns listade i Catalogue of Life.